# Чемпионат России по лёгкой атлетике 2013
Чемпионат России по лёгкой атлетике 2013 года прошёл в Москве на Большой спортивной арене Олимпийского комплекса «Лужники» 22—25 июля. Турнир являлся тестовым и отборочным стартом перед чемпионатом мира по лёгкой атлетике, проводимым 10—18 августа 2013 года. В чемпионате приняло участие 1054 спортсмена (573 мужчины и 481 женщина). На протяжении 4 дней было разыграно 38 комплектов медалей.

## Соревнования
На чемпионате был опробован новый регламент проведения предварительных забегов на дистанциях 200 и 400 метров у мужчин и женщин. Двенадцать спортсменов, имевших лучшие результаты в период с 1 мая 2012 по 17 июля 2013 года, проходили сразу в полуфинал национального первенства. Остальные спортсмены в этих дисциплинах участвовали в квалификационном раунде, по итогам которого определялись ещё 12 полуфиналистов.
Впервые с 2003 года в чемпионате России принимала участие многократная рекордсменка мира, 2-кратная олимпийская чемпионка в прыжке с шестом Елена Исинбаева. Взяв высоту 4,75 м, она завоевала свой второй титул летней чемпионки страны (первый был ещё в 2002 году). В отличие от Исинбаевой, соревнования в этом секторе сложились неудачно для некоторых титулованных спортсменок. Квалификацию в основные соревнования не смогли пройти чемпионка мира 2003 года, экс-рекордсменка мира Светлана Феофанова (не взяла квалификационный рубеж 4,10 м) и бронзовая призёрка чемпионата Европы 2006 года Татьяна Полнова (получила травму).
Быстрыми секундами порадовали представители барьерных дисциплин. Чемпион Европы Сергей Шубенков уверенно победил на дистанции 110 метров с барьерами с высоким результатом 13,19, вторым стал Константин Шабанов (13,50).
В беге на 400 метров с барьерами среди мужчин с личным рекордом (49,40) победил и отобрался в команду Денис Кудрявцев, изначально планировавший закончить сезон после чемпионата России. На аналогичной дистанции у женщин чемпионкой стала Ирина Давыдова — 55,49, при этом лучший результат турнира был показан олимпийской чемпионкой 2012 года в данной дисциплине Натальей Антюх, которая в предварительном забеге показала время 55,20, выполнила норматив «А» на чемпионат мира и не вышла на старт финала, решив сэкономить силы перед предстоящим мировым первенством.
Лучший результат сезона в мире показал копьеметатель Дмитрий Тарабин, одновременно с этим установивший личный рекорд — 88,84 м. Ближайший преследователь отстал от чемпиона более, чем на 10 метров.
Впервые в карьере чемпионом России среди взрослых стал чемпион мира 2012 года среди юниоров, рекордсмен мира среди юниоров в прыжке в длину 20-летний Сергей Моргунов, единственный из всех участников преодолевший рубеж 8 метров.
Чемпионат России 2013 года стал заключительным стартом в карьере прославленной российской спортсменки, олимпийской чемпионки 2004 года в прыжке в длину, многократной победительницы чемпионатов мира и Европы, рекордсменки мира в помещении в тройном прыжке Татьяны Лебедевой. Сразу после окончания финальных соревнований чемпионата в тройном прыжке она объявила о завершении своей спортивной карьеры. В итоговом протоколе турнира она заняла 6-е место с результатом 13,97 м.
На протяжении 2013 года в различных городах были проведены также чемпионаты России в отдельных дисциплинах лёгкой атлетики:
- 23—24 февраля — зимний чемпионат России по спортивной ходьбе (Сочи)
- 26—28 февраля — зимний чемпионат России по длинным метаниям (Адлер)
- 7 апреля — чемпионат России по горному бегу (вверх) (Железноводск)
- 26 апреля — чемпионат России по кроссу (весна) (Жуковский)
- 27 апреля — чемпионат России по марафону (Москва)
- 11 мая — чемпионат России по горному бегу (вверх-вниз) (Дебёсы)
- 11—12 мая — чемпионат России по суточному бегу (Москва)
- 5—6 июня — чемпионат России по многоборьям (Чебоксары)
- 8—9 июня — чемпионат России по спортивной ходьбе (Чебоксары)
- 11 июня — чемпионат России в беге на 10 000 метров (Москва)
- 31 августа — чемпионат России по полумарафону (Уфа)
- 5—8 сентября — чемпионат России по эстафетному бегу (Адлер)
- 28—29 сентября — чемпионат России по кроссу (осень) (Оренбург)
- 27 октября — чемпионат России по горному бегу (длинная дистанция) (Красная Поляна)

## Медалисты

### Мужчины
| Дисциплина                          | Золото                                                                                     | Золото            | Серебро                                                                                      | Серебро            | Бронза                                                                                     | Бронза                 |
| ----------------------------------- | ------------------------------------------------------------------------------------------ | ----------------- | -------------------------------------------------------------------------------------------- | ------------------ | ------------------------------------------------------------------------------------------ | ---------------------- |
| 100 м (ветер: +0,2 м/с)             | Александр Бреднев Краснодарский край Ульяновская область                                   | 10,38             | Денис Огарков Липецкая область                                                               | 10,48              | Максим Половинкин Пензенская область Самарская область                                     | 10,49                  |
| 200 м (ветер: +1,1 м/с)             | Александр Хютте Санкт-Петербург Карелия                                                    | 20,94             | Константин Петряшов Санкт-Петербург Вологодская область                                      | 21,05              | Вячеслав Колесниченко Московская область Волгоградская область                             | 21,10                  |
| 400 м                               | Сергей Петухов [a] Санкт-Петербург                                                         | 45,97 [a]         | Алексей Кёниг [a] Пермский край                                                              | 46,18 [a]          | Артём Важов [a] Самарская область                                                          | 46,55 [a]              |
| 800 м                               | Юрий Борзаковский Московская область Мордовия                                              | 1.46,98           | Степан Поистогов Москва Свердловская область                                                 | 1.47,30            | Иван Нестеров Свердловская область                                                         | 1.47,84                |
| 1500 м                              | Валентин Смирнов Санкт-Петербург                                                           | 3.47,09           | Егор Николаев Свердловская область Башкортостан                                              | 3.47,30            | Вячеслав Соколов Москва Челябинская область                                                | 3.47,43                |
| 1500 м                              | Валентин Смирнов Санкт-Петербург                                                           | 3.47,09           | Егор Николаев Свердловская область Башкортостан                                              | 3.47,30            | Марк Толстихин Москва Костромская область                                                  | 3.47,43                |
| 5000 м                              | Ринас Ахмадеев Татарстан                                                                   | 13.49,73          | Степан Киселёв Татарстан Чувашия                                                             | 13.51,69           | Андрей Карпин Санкт-Петербург                                                              | 13.51,87               |
| 3000 м с препятствиями              | Ильгизар Сафиуллин Москва Приморский край                                                  | 8.28,87           | Николай Чавкин Москва Свердловская область                                                   | 8.31,84            | Андрей Фарносов Москва                                                                     | 8.33,91                |
| 110 м с барьерами (ветер: −0,1 м/с) | Сергей Шубенков Краснодарский край Алтайский край                                          | 13,19             | Константин Шабанов Москва Псковская область                                                  | 13,50              | Алексей Дрёмин Челябинская область Алтайский край                                          | 13,93                  |
| 400 м с барьерами                   | Денис Кудрявцев Тюменская область Челябинская область                                      | 49,40             | Владимир Антманис Москва Оренбургская область                                                | 49,47              | Иван Шаблюев Санкт-Петербург                                                               | 49,65                  |
| Прыжок в высоту                     | Александр Шустов [b] Московская область Нижегородская область                              | 2,27 м [b]        | Даниил Цыплаков [b] Хабаровский край                                                         | 2,24 м [b]         | Андрей Патраков [b] Самарская область                                                      | 2,24 м [b]             |
| Прыжок с шестом                     | Сергей Кучеряну Москва Санкт-Петербург                                                     | 5,60 м            | Александр Грипич Краснодарский край                                                          | 5,60 м             | Илья Мудров Ярославская область                                                            | 5,50 м                 |
| Прыжок в длину                      | Сергей Моргунов Ростовская область                                                         | 8,06 м (+0,6 м/с) | Александр Петров Москва Брянская область                                                     | 7,94 м (+0,5 м/с)  | Павел Шалин Москва Липецкая область                                                        | 7,90 м (+0,5 м/с)      |
| Тройной прыжок                      | Алексей Фёдоров Московская область Смоленская область                                      | 16,81 м (0,0 м/с) | Игорь Спасовходский Москва                                                                   | 16,76 м (+0,6 м/с) | Артём Примак [b] Хабаровский край                                                          | 16,62 м [b] (+0,6 м/с) |
| Толкание ядра                       | Максим Сидоров Московская область                                                          | 20,45 м           | Александр Лесной Краснодарский край                                                          | 20,23 м            | Сослан Цирихов Московская область Северная Осетия                                          | 19,75 м                |
| Метание диска                       | Николай Седюк Москва Нижегородская область                                                 | 61,39 м           | Александр Кириа Краснодарский край                                                           | 59,80 м            | Виктор Бутенко Москва Ставропольский край                                                  | 59,68 м                |
| Метание молота                      | Сергей Литвинов Мордовия                                                                   | 77,77 м           | Алексей Королёв Санкт-Петербург                                                              | 74,77 м            | Алексей Загорный Москва Ярославская область                                                | 74,24 м                |
| Метание копья                       | Дмитрий Тарабин Краснодарский край Московская область                                      | 88,84 м           | Алексей Товарнов Краснодарский край Волгоградская область                                    | 78,32 м            | Валерий Иордан Московская область                                                          | 76,95 м                |
| Эстафета 4×100 м                    | Санкт-Петербург · Вячеслав Шевелёв · Константин Петряшов · Александр Хютте · Артур Рейсбих | 39,55             | Иркутская область · Артём Копырялов · Александр Фильшин · Евгений Панасенко · Евгений Хмелёв | 40,36              | Ульяновская область Павел Князев Евгений Штыркин Антон Желтов Ильфат Садеев                | 40,50                  |
| Эстафета 4×400 м                    | Санкт-Петербург · Иван Шаблюев · Андрей Руденко · Юрий Трамбовецкий · Сергей Петухов       | 3.06,16           | Москва · Павел Кириллов · Вячеслав Сакаев · Максим Ерёмин · Дмитрий Хасанов                  | 3.08,94            | Тюменская область · Александр Сигаловский · Роман Семакин · Антон Волобуев · Никита Веснин | 3.08,97                |

a  26 сентября 2017 года Всероссийская федерация лёгкой атлетики сообщила о дисквалификации на 4 года российского бегуна на 400 метров Максима Дылдина. Перепроверка его допинг-проб, взятых на Олимпийских играх 2012 года, дала положительный результат на туринабол. Все результаты спортсмена, показанные после 5 августа 2012 года, были аннулированы, в том числе первое место в беге на 400 метров на чемпионате России 2013 года с результатом 45,55.

b  1 февраля 2019 года стало известно, что Спортивный арбитражный суд на основании доклада Макларена и показаний Григория Родченкова признал 12 российских легкоатлетов виновными в нарушении антидопинговых правил. Среди них оказались прыгун в высоту Иван Ухов и специалист тройного прыжка Люкман Адамс. Результаты Ухова с 16 июля 2012 года по 31 декабря 2015 года были аннулированы, в том числе первое место на чемпионате России — 2013 с результатом 2,30 м. У Адамса были аннулированы выступления с 16 июля 2012 года по 14 сентября 2014 года, в том числе третье место на чемпионате России — 2013 с результатом 16,75 м.

### Женщины
| Дисциплина                          | Золото                                                                                    | Золото             | Серебро                                                                                              | Серебро                | Бронза                                                                                             | Бронза                 |
| ----------------------------------- | ----------------------------------------------------------------------------------------- | ------------------ | --- | ---------------------- | -------------------------------------------------------------------------------------------------- | ---------------------- |
| 100 м (ветер: 0,0 м/с)              | Ольга Харитонова Санкт-Петербург                                                          | 11,51              | Наталья Русакова Москва Санкт-Петербург                                                              | 11,61                  | не вручалась                                                                                       |                        |
| Виктория Ярушкина Москва            |                                                                                           |                    | |                        | |                        |
| 200 м (ветер: 0,0 м/с)              | Елена Болсун Иркутская область                                                            | 23,38              | Елена Козлова Вологодская область Санкт-Петербург                                                    | 23,40                  | Елизавета Савлинис Москва Санкт-Петербург                                                          | 23,41                  |
| 400 м                               | Ксения Задорина Москва Санкт-Петербург                                                    | 50,55              | Татьяна Фирова Московская область Нижегородская область                                              | 50,71                  | Ксения Рыжова Московская область Липецкая область                                                  | 50,72                  |
| 800 м                               | Елена Котульская Москва Саха-Якутия                                                       | 1.59,56            | Марина Поспелова [c] Москва Ярославская область                                                      | 2.00,61 [c]            | Екатерина Купина [c] Курская область                                                               | 2.01,09 [c]            |
| 1500 м                              | Елена Коробкина [d] Москва Липецкая область                                               | 4.05,43 [d]        | Анна Щагина [d] Москва                                                                               | 4.05,91 [d]            | Елена Соболева [d] Москва Брянская область                                                         | 4.07,41 [d]            |
| 5000 м                              | Елена Наговицына Чувашия Удмуртия                                                         | 15.23,17           | Наталья Попкова [e] Москва                                                                           | 15.38,62 [e]           | Наталья Власова [e] Приморский край                                                                | 15.43,20 [e]           |
| 3000 м с препятствиями              | Наталья Аристархова Красноярский край                                                     | 9.34,33            | Наталья Горчакова Москва Свердловская область                                                        | 9.39,47                | Людмила Лебедева Марий Эл                                                                          | 9.39,98                |
| 100 м с барьерами (ветер: −0,1 м/с) | Татьяна Дектярёва [f] Московская область Свердловская область                             | 12,98 [f]          | Александра Антонова [f] Москва                                                                       | 13,39 [f]              | Светлана Топилина [f] Московская область Кемеровская область                                       | 13,47 [f]              |
| 400 м с барьерами                   | Ирина Давыдова Москва Московская область                                                  | 55,49              | Анастасия Отт Свердловская область                                                                   | 55,78                  | Валерия Храмова Самарская область                                                                  | 57,12                  |
| Прыжок в высоту                     | Ирина Гордеева [f] Краснодарский край Санкт-Петербург                                     | 1,97 м [f]         | Елена Слесаренко [f] Московская область Волгоградская область                                        | 1,92 м [f]             | Евгения Кононова [f] Санкт-Петербург                                                               | 1,92 м [f]             |
| Прыжок в высоту                     | Ирина Гордеева [f] Краснодарский край Санкт-Петербург                                     | 1,97 м [f]         | Елена Слесаренко [f] Московская область Волгоградская область                                        | 1,92 м [f]             | Мария Кучина [f] Московская область Кабардино-Балкария                                             | 1,92 м [f]             |
| Прыжок с шестом                     | Елена Исинбаева Волгоградская область Дагестан                                            | 4,75 м             | Анастасия Савченко Москва Санкт-Петербург                                                            | 4,60 м                 | Ангелина Краснова Москва Иркутская область                                                         | 4,50 м                 |
| Прыжок в длину                      | Людмила Колчанова Костромская область                                                     | 6,89 м (−0,1 м/с)  | Вероника Мосина [g] Санкт-Петербург                                                                  | 6,70 м [g] (0,0 м/с)   | Екатерина Левицкая [g] Краснодарский край                                                          | 6,64 м [g] (+0,1 м/с)  |
| Тройной прыжок                      | Ирина Гуменюк Санкт-Петербург                                                             | 14,50 м (+0,1 м/с) | Наталья Кутякова [h] Москва Владимирская область                                                     | 14,29 м [h] (+0,7 м/с) | Анна Крылова [h] Татарстан Санкт-Петербург                                                         | 14,17 м [h] (+1,0 м/с) |
| Толкание ядра                       | Ирина Тарасова [i] Москва Ростовская область                                              | 18,52 м [i]        | Анна Авдеева [i] Мордовия Самарская область                                                          | 18,34 м [i]            | Людмила Морунова [i] Москва Смоленская область                                                     | 16,46 м [i]            |
| Метание диска                       | Екатерина Строкова Москва Липецкая область                                                | 61,34 м            | Светлана Сайкина Москва Нижегородская область                                                        | 59,82 м                | Юлия Мальцева [j] Москва ХМАО−Югра                                                                 | 57,05 м [j]            |
| Метание молота                      | Анна Булгакова [f] Москва Ставропольский край                                             | 76,17 м [f]        | Оксана Кондратьева [f] Москва Московская область                                                     | 74,52 м [f]            | Елена Ригерт [f] Московская область Ростовская область                                             | 68,46 м [f]            |
| Метание копья                       | Мария Абакумова Краснодарский край Московская область                                     | 65,99 м            | Виктория Сударушкина Москва Санкт-Петербург                                                          | 57,65 м                | Оксана Громова Московская область Москва                                                           | 55,89 м                |
| Эстафета 4×100 м                    | Иркутская область · Юлия Глибко · Валентина Карнаухова · Марина Коновалова · Елена Болсун | 44,70              | Пензенская область · Юлия Гришина · Наталья Шишкова · Елена Аксёнова · Анастасия Путева              | 45,40                  | Красноярский край · Мария Доможакова · Татьяна Сизоненко · Екатерина Воронкова · Любовь Чуркова    | 45,66                  |
| Эстафета 4×400 м                    | Москва [k] · Людмила Кириллова · Ирина Давыдова · Александра Лопатина · Наталья Назарова  | 3.34,18 [k]        | Волгоградская область [k] · Ольга Товарнова · Ольга Топильская · Анжелика Доканева · Лилия Молгачёва | 3.35,94 [k]            | Свердловская область [k] · Светлана Скорых · Анастасия Григорьева · Ирина Такунцева · Ольга Львова | 3.36,93 [k]            |

c  29 ноября 2016 года Спортивный арбитражный суд в Лозанне принял решение о дисквалификации российской бегуньи на средние дистанции Екатерина Шарминой (Мартыновой). Спортсменка была отстранена от соревнований на три года, а её результаты после 17 июня 2011 года — аннулированы, в том числе второе место на чемпионате России — 2013 в беге на 800 метров с результатом 2.00,33.
25 января 2016 года Всероссийская федерация лёгкой атлетики дисквалифицировала на 2 года бегунью на 800 метров Ирину Марачёву. На основании показателей биологического паспорта был сделан вывод о применении спортсменкой допинга. Все её результаты с 26 июня 2012 года были аннулированы, в том числе четвёртое место на чемпионате России 2013 года в беге на 800 метров с результатом 2.00,82.
d  30 января 2015 года Российское антидопинговое агентство сообщило о дисквалификации на 2,5 года бегуньи Юлии Зариповой. Причиной стали абнормальные показатели крови в биологическом паспорте спортсменки. Дата начала дисквалификации — 25 июля 2013 года. Таким образом, было аннулировано её 1-е место на чемпионате России — 2013 в беге на 1500 метров с результатом 4.02,56.
20 декабря 2017 года Спортивный арбитражный суд дисквалифицировал на 2,5 года российскую бегунью на средние дистанции Светлана Карамашеву (Подосёнову). На основании отклонений в её биологическом паспорте крови был сделан вывод о применении спортсменкой допинга. Все выступления Карамашевой с 14 июля 2012 года по 6 августа 2014 года были аннулированы, в том числе второе место на чемпионате России 2013 года (после дисквалификации Зариповой — первое место) в беге на 1500 метров с результатом 4.04,01.
e  5 ноября 2015 года стало известно о дисквалификации российской бегуньи на длинные дистанции Марии Коноваловой. По результатам анализа показателей крови в её биологическом паспорте был сделан вывод о применении допинга. Спортсменка была отстранена от соревнований до 26 октября 2017 года, а её результаты после 14 августа 2009 года аннулированы, в том числе второе место на чемпионате России 2013 года в беге на 5000 метров с результатом 15.27,16.
25 октября 2013 года Всероссийская федерация лёгкой атлетики сообщила об обнаружении абнормальных показателей гематологического профиля биологического паспорта Екатерины Ишовой, занявшей 3-е место в беге на 5000 метров с результатом 15.33,64. В связи с данным нарушением антидопингового законодательства специальной комиссией ВФЛА было принято решение о дисквалификации спортсменки на 2 года с аннулированием всех её результатов, показанных после 12 июля 2011 года, в том числе и результатов на чемпионате России — 2013.
27 января 2016 года ИААФ сообщила о дисквалификации бегуньи на средние дистанции Светланы Киреевой, также на основании показателей биологического паспорта. Спортсменка была дисквалифицирована на 2 года, а её результаты с 26 июня 2012 года — аннулированы, в том числе пятое место на чемпионате России 2013 года в беге на 5000 метров с результатом 15.40,03.
f  1 февраля 2019 года стало известно, что Спортивный арбитражный суд на основании доклада Макларена и показаний Григория Родченкова признал 12 российских легкоатлетов виновными в нарушении антидопинговых правил. Среди них оказались специалистки барьерного спринта Юлия Кондакова и Екатерина Галицкая, прыгунья в высоту Светлана Школина, метательницы молота Татьяна Лысенко и Гульфия Ханафеева. Их результаты на чемпионате России 2013 года были аннулированы: первое место Кондаковой (12,81) и третье место Галицкой (12,98) на дистанции 100 метров с барьерами, первое место Школиной (1,97 м) в прыжке в высоту, первое место Лысенко (78,15 м) и четвёртое место Ханафеевой (70,91 м) в метании молота.
g  1 февраля 2017 года Всероссийская федерация лёгкой атлетики сообщила о дисквалификации на 2 года прыгуньи в длину Ольги Кучеренко. Её допинг-проба с чемпионата мира 2011 года оказалась положительной. Все результаты спортсменки с 28 августа 2011 года были аннулированы, в том числе второе место на чемпионате России 2013 года с результатом 6,75 м.
h  2 августа 2017 года Всероссийская федерация лёгкой атлетики сообщила о дисквалификации на 2 года прыгуньи Виктории Валюкевич. Её допинг-проба, взятая на Олимпийских играх 2012 года, дала положительный результат на дегидрохлорметилтестостерон. Результаты спортсменки с 5 августа 2012 года по 4 августа 2014 года были аннулированы, в том числе третье место на чемпионате России — 2013 в тройном прыжке с результатом 14,36 м.
18 августа 2017 года Спортивный арбитражный суд принял решение о дисквалификации российской легкоатлетки Анны Пятых. Перепроверка её допинг-пробы с чемпионата мира 2007 года дала положительный результат на дегидрохлорметилтестостерон. Результаты спортсменки на этом турнире, а также с 6 июля 2013 года были аннулированы, в том числе второе место в тройном прыжке на чемпионате России — 2013 с результатом 14,40 м.
i  19 апреля 2017 года Всероссийская федерация лёгкой атлетики сообщила о дисквалификации на 2 года толкательницы ядра Евгении Колодко. Её допинг-проба, взятая на Олимпийских играх 2012 года, дала положительный результат на дегидрохлорметилтестостерон. Результаты спортсменки с 6 августа 2012 года по 5 августа 2014 года были аннулированы, в том числе первое место на чемпионате России — 2013 с результатом 19,86 м.
3 мая 2017 года Всероссийская федерация лёгкой атлетики сообщила о дисквалификации на два года толкательницы ядра Анны Омаровой. В её допинг-пробе, взятой на чемпионате мира 2011 года, был обнаружен туринабол. Все выступления спортсменки с 29 августа 2011 года по 28 августа 2013 года были аннулированы, в том числе четвёртое место на чемпионате России — 2013 с результатом 17,94 м.
j  19 апреля 2017 года Всероссийская федерация лёгкой атлетики сообщила о дисквалификации на 2 года метательницы диска Веры Ганеевой. Её допинг-проба, взятая на Олимпийских играх 2012 года, дала положительный результат на дегидрохлорметилтестостерон. Результаты спортсменки с 3 августа 2012 года по 2 августа 2014 года были аннулированы, в том числе третье место на чемпионате России — 2013 с результатом 57,82 м.
k  10 февраля 2017 года Спортивный арбитражный суд принял решение о дисквалификации российской легкоатлетки Марии Савиновой. На основании показателей биологического паспорта был сделан вывод о применении спортсменкой допинга. Савинова была дисквалифицирована на четыре года, а её результаты после 26 июля 2010 года — аннулированы, в том числе первое место сборной Свердловской области (Анна Ягупова, Татьяна Вешкурова, Мария Савинова, Ксения Усталова) на чемпионате России — 2013 в эстафете 4×400 метров с результатом 3.28,94.

## Зимний чемпионат России по спортивной ходьбе
Зимний чемпионат России по спортивной ходьбе 2013 прошёл 23—24 февраля в Сочи на базе ФГУП «Юг-Спорт». Мужчины соревновались на дистанциях 20 км и 35 км, женщины — на 20 км. Также были проведены соревнования у юниоров и юниорок, юношей и девушек. В первом старте после победы на Олимпийских играх 2012 года подтвердила свой класс Елена Лашманова, ушедшая в отрыв от соперниц на второй половине дистанции и впервые в карьере завоевавшая звание чемпионки страны с отличным временем 1:25.49.

### Мужчины
| Дисциплина      | Золото                      | Золото      | Серебро                                              | Серебро     | Бронза                                 | Бронза      |
| --------------- | --------------------------- | ----------- | ---------------------------------------------------- | ----------- | -------------------------------------- | ----------- |
| Ходьба на 20 км | Андрей Рузавин [l] Мордовия | 1:19.06 [l] | Денис Стрелков [l] Мордовия                          | 1:19.53 [l] | Кирилл Фролов [l] Москва Чувашия       | 1:22.19 [l] |
| Ходьба на 35 км | Иван Носков [m] Мордовия    | 2:29.04 [m] | Константин Максимов [m] Мордовия Кемеровская область | 2:31.10 [m] | Александр Яргунькин [m] Москва Чувашия | 2:31.26 [m] |

l  29 мая 2017 года Всероссийская федерация лёгкой атлетики дисквалифицировала на четыре года ходока Петра Трофимова на основании показателей биологического паспорта. Все выступления спортсмена с 13 августа 2009 года по 18 мая 2013 года были аннулированы, в том числе первое место на зимнем чемпионате России по ходьбе — 2013 на дистанции 20 км с результатом 1:18.28.

22 марта 2019 года Всероссийская федерация лёгкой атлетики сообщила о дисквалификации на 3 года российского ходока Александра Иванова. Решение было принято на основании отклонений в биологическом паспорте спортсмена, которые указывали на применение допинга. Все результаты Иванова с 9 июля 2012 года по 17 августа 2014 года были аннулированы, в том числе четвёртое место на зимнем чемпионате России — 2013 в ходьбе на 20 км с результатом 1:21.22.

m  20 января 2015 года Российское антидопинговое агентство сообщило о дисквалификации 5 титулованных российских ходоков. Среди них оказался и Сергей Бакулин. В его крови в ходе проведенного анализа были выявлены серьёзные отклонения показателей крови. На основании решения Дисциплинарного антидопингового комитета спортсмен был дисквалифицирован на 3 года и 2 месяца, начиная с 24 декабря 2012 года. В соответствии с правилами, все его результаты, показанные после этой даты, были аннулированы, в том числе 1-е место на Зимнем чемпионате России по спортивной ходьбе — 2013 на дистанции 35 км с результатом 2:26.08.

18 октября 2017 года Всероссийская федерация лёгкой атлетики дисквалифицировала на четыре года ходока Алексея Барцайкина на основании показателей биологического паспорта. Все выступления спортсмена с 9 сентября 2012 года были аннулированы, в том числе второе место на зимнем чемпионате России по ходьбе — 2013 на дистанции 35 км с результатом 2:27.43.

8 февраля 2018 года Всероссийская федерация лёгкой атлетики сообщила о санкциях в отношении ходока Михаила Рыжова. На основании данных биологического паспорта был сделан вывод о применении спортсменом допинга. Все его выступления с 9 сентября 2012 года по 2 июня 2015 года были аннулированы, в том числе третье место на зимнем чемпионате России по ходьбе — 2013 на дистанции 35 км с результатом 2:28.09.

### Женщины
| Дисциплина      | Золото                   | Золото  | Серебро                            | Серебро     | Бронза                           | Бронза      |
| --------------- | ------------------------ | ------- | ---------------------------------- | ----------- | -------------------------------- | ----------- |
| Ходьба на 20 км | Елена Лашманова Мордовия | 1:25.49 | Вера Соколова [n] Мордовия Чувашия | 1:26.00 [n] | Ирина Юманова [n] Москва Чувашия | 1:27.00 [n] |

n  7 февраля 2019 года Всероссийская федерация лёгкой атлетики сообщила о дисквалификации на 3 года российской легкоатлетки Аниси Кирдяпкиной. Решение было принято Спортивным арбитражным судом на основании отклонений в биологическом паспорте спортсменки, которые указывали на применение допинга. Все результаты Кирдяпкиной с 25 февраля 2011 года по 11 октября 2013 года были аннулированы, в том числе второе место на зимнем чемпионате России — 2013 в ходьбе на 20 км с результатом 1:25.59.

## Зимний чемпионат России по длинным метаниям
Зимний чемпионат России по длинным метаниям 2013 прошёл 26—28 февраля в Адлере на легкоатлетическом стадионе спортивного комплекса «Юность». В программе соревнований были представлены метание диска, метание молота и метание копья.

### Мужчины
| Дисциплина     | Золото                                                | Золото  | Серебро                                                | Серебро | Бронза                                                    | Бронза      |
| -------------- | ----------------------------------------------------- | ------- | ------------------------------------------------------ | ------- | --------------------------------------------------------- | ----------- |
| Метание диска  | Николай Седюк Москва Нижегородская область            | 60,08 м | Глеб Сидорченко Московская область Ставропольский край | 58,95 м | Алексей Сысоев Волгоградская область                      | 56,19 м     |
| Метание молота | Алексей Загорный Москва Ярославская область           | 76,91 м | Анатолий Поздняков Москва Санкт-Петербург              | 76,55 м | Денис Лукьянов [o] Московская область Ростовская область  | 75,21 м [o] |
| Метание копья  | Дмитрий Тарабин Краснодарский край Московская область | 85,63 м | Валерий Иордан Московская область                      | 83,56 м | Алексей Товарнов Краснодарский край Волгоградская область | 82,54 м     |

o  27 сентября 2013 года Всероссийская федерация лёгкой атлетики сообщила о положительных допинг-пробах метателя молота Игоря Виниченко, взятых у него на зимнем чемпионате России по длинным метаниям и учебно-тренировочном сборе в Адлере. В обоих случаях тесты показали наличие метаболита «оралтуринабол». В связи с данным нарушением Антидопинговая комиссия ВФЛА приняла решение дисквалифицировать спортсмена на 2 года с 13 марта 2013 по 12 марта 2015, а результат на зимнем чемпионате России (3-е место, 76,20 м) — аннулировать.

### Женщины
| Дисциплина     | Золото                                                | Золото      | Серебро                                  | Серебро     | Бронза                                      | Бронза      |
| -------------- | ----------------------------------------------------- | ----------- | ---------------------------------------- | ----------- | ------------------------------------------- | ----------- |
| Метание диска  | Екатерина Строкова Москва Липецкая область            | 61,09 м     | Елена Панова Москва Владимирская область | 60,77 м     | Юлия Мальцева Москва ХМАО-Югра              | 57,04 м     |
| Метание молота | Анна Булгакова [p] Москва Ставропольский край         | 72,78 м [p] | Оксана Кондратьева [p] Москва            | 67,82 м [p] | Злата Тарасова [p] Самарская область        | 67,76 м [p] |
| Метание копья  | Мария Абакумова Краснодарский край Московская область | 63,10 м     | Оксана Громова Московская область Москва | 58,00 м     | Виктория Сударушкина Москва Санкт-Петербург | 55,47 м     |

p  1 февраля 2019 года стало известно, что Спортивный арбитражный суд на основании доклада Макларена и показаний Григория Родченкова признал 12 российских легкоатлетов виновными в нарушении антидопинговых правил. Среди них оказались метательницы молота Татьяна Лысенко и Гульфия Ханафеева. Их результаты, начиная с 15 июля 2012 года, были аннулированы, в том числе первое место Лысенко (74,07 м) и третье место Ханафеевой (71,41 м) на зимнем чемпионате России по длинным метаниям — 2013.

## Чемпионат России по горному бегу (вверх)
XIV чемпионат России по горному бегу (вверх) состоялся 7 апреля 2013 года в Железноводске, Ставропольский край. Участники выявляли сильнейших на трассе, проложенной на склоне горы Бештау. Соревнования проходили при благоприятных погодных условиях по сухой трассе. На старт вышли 94 участника (63 мужчины и 31 женщина) из 27 регионов России. Галина Егорова второй год подряд стала чемпионкой страны по горному бегу вверх.

### Мужчины
| Дисциплина                           | Золото                      | Золото | Серебро                    | Серебро | Бронза                                  | Бронза |
| ------------------------------------ | --------------------------- | ------ | -------------------------- | ------- | --------------------------------------- | ------ |
| 9,6 км перепад высот: +1145 м −189 м | Александр Зембеков Удмуртия | 54.55  | Василий Пермитин Татарстан | 56.04   | Александр Болховитин Пензенская область | 56.21  |

### Женщины
| Дисциплина                       | Золото                           | Золото | Серебро                             | Серебро | Бронза                           | Бронза |
| -------------------------------- | -------------------------------- | ------ | ----------------------------------- | ------- | -------------------------------- | ------ |
| 5 км перепад высот: +884 м −98 м | Галина Егорова Самарская область | 41.59  | Надежда Леонтьева Самарская область | 42.17   | Нигина Хаитова Кировская область | 42.33  |

## Чемпионат России по кроссу (весна)
Весенний чемпионат России по кроссу состоялся 26 апреля 2013 года в городе Жуковский, Московская область. Было разыграно 4 комплекта наград. Мужчины соревновались на дистанциях 4 км и 8 км, женщины — 2 км и 6 км. В рамках первенства страны медали разыграли юниоры (до 20 лет) и юноши и девушки (до 18 лет). Соревнования прошли при тёплой и солнечной погоде. Победительница женского кросса на 6 км Гульшат Фазлитдинова одновременно со званием чемпионки страны выиграла первенство России среди молодёжи (до 23 лет).

### Мужчины
| Дисциплина | Золото                                          | Золото | Серебро                                   | Серебро | Бронза                            | Бронза |
| ---------- | ----------------------------------------------- | ------ | ----------------------------------------- | ------- | --------------------------------- | ------ |
| Кросс 4 км | Егор Николаев Свердловская область Башкортостан | 11.17  | Ильгизар Сафиуллин Приморский край Москва | 11.20   | Алексей Попов Воронежская область | 11.23  |
| Кросс 8 км | Юрий Чечун Самарская область                    | 23.44  | Игорь Максимов Новосибирская область      | 23.51   | Андрей Русаков Москва             | 24.02  |

### Женщины
| Дисциплина | Золото                                               | Золото | Серебро                             | Серебро | Бронза                                                    | Бронза |
| ---------- | ---------------------------------------------------- | ------ | ----------------------------------- | ------- | --------------------------------------------------------- | ------ |
| Кросс 2 км | Елена Кобелева Новосибирская область                 | 6.07   | Гульнара Самитова-Галкина Татарстан | 6.08    | Екатерина Соколенко Томская область Новосибирская область | 6.12   |
| Кросс 6 км | Гульшат Фазлитдинова Московская область Башкортостан | 20.13  | Елена Седова Новосибирская область  | 20.18   | Наталья Власова Приморский край                           | 20.22  |

## Чемпионат России по марафону
Чемпионат России по марафону 2013 состоялся 27 апреля в Москве и являлся одним из этапов отбора на чемпионат мира по лёгкой атлетике. Трасса проходила от территории Олимпийского комплекса «Лужники» по Фрунзенской набережной до Васильевского спуска и была идентична трассе марафона на чемпионате мира.

### Мужчины
| Дисциплина | Золото                        | Золото  | Серебро                          | Серебро | Бронза                 | Бронза  |
| ---------- | ----------------------------- | ------- | -------------------------------- | ------- | ---------------------- | ------- |
| Марафон    | Артём Аплачкин Алтайский край | 2:15.23 | Андрей Лейман Краснодарский край | 2:16.19 | Павел Теплых Татарстан | 2:17.28 |

### Женщины
| Дисциплина | Золото                         | Золото  | Серебро                   | Серебро | Бронза                            | Бронза  |
| ---------- | ------------------------------ | ------- | ------------------------- | ------- | --------------------------------- | ------- |
| Марафон    | Марина Ковалёва Омская область | 2:35.03 | Ирина Пермитина Татарстан | 2:37.19 | Наталья Сергеева Хабаровский край | 2:38.11 |

## Чемпионат России по горному бегу (вверх-вниз)
XV чемпионат России по горному бегу (вверх-вниз) состоялся 11 мая 2013 года в селе Дебёсы, Удмуртия. Соревнования прошли на километровой трассе в местечке Карасмешка. На старт вышли 64 участника (43 мужчины и 21 женщина) из 15 регионов России. Действующий чемпион России по горному бегу вверх Александр Зембеков на домашней трассе остался вторым, уступив только Андрею Минякову.

### Мужчины
| Дисциплина                         | Золото                              | Золото | Серебро                     | Серебро | Бронза                               | Бронза |
| ---------------------------------- | ----------------------------------- | ------ | --------------------------- | ------- | ------------------------------------ | ------ |
| 12 км перепад высот: +900 м −900 м | Андрей Миняков Свердловская область | 50.32  | Александр Зембеков Удмуртия | 51.35   | Алексей Пагнуев Свердловская область | 52.10  |

### Женщины
| Дисциплина                        | Золото                                   | Золото | Серебро                             | Серебро | Бронза                 | Бронза |
| --------------------------------- | ---------------------------------------- | ------ | ----------------------------------- | ------- | ---------------------- | ------ |
| 8 км перепад высот: +600 м −600 м | Александра Жаворонкова Самарская область | 39.43  | Наталья Макарова Московская область | 39.59   | Елена Марсова Марий Эл | 40.20  |

## Чемпионат России по суточному бегу
Чемпионат России по суточному бегу прошёл 11—12 мая на стадионе РУДН в Москве в рамках XXII сверхмарафона «Сутки бегом». На старт вышли 47 легкоатлетов из 18 регионов России (41 мужчина и 6 женщин). В чемпионате не приняли участие сильнейшие бегуны-суточники страны, так как в это же время они выступали на чемпионате мира в нидерландском Стенбергене. Соревнования осложнялись чрезвычайно жаркой для мая погодой и плохо подготовленной беговой дорожкой, из которой местами торчали гвозди. В начале бега у мужчин сменилось несколько лидеров, но уже с середины дистанции и до самого финиша первенство удержал Андрей Бурнашёв. Валентина Доргуева была на первом месте у женщин большую часть дистанции, однако за 3 часа до финиша пропустила вперёд Надежду Тарасову, которая вновь стала чемпионкой страны спустя 18 лет после предыдущего успеха.

### Мужчины
| Дисциплина   | Золото                      | Золото    | Серебро                   | Серебро   | Бронза                            | Бронза    |
| ------------ | --------------------------- | --------- | ------------------------- | --------- | --------------------------------- | --------- |
| Суточный бег | Андрей Бурнашёв Саха−Якутия | 218 361 м | Василий Попов Саха−Якутия | 208 523 м | Алексей Кунилов Кировская область | 196 273 м |

### Женщины
| Дисциплина   | Золото                              | Золото    | Серебро                        | Серебро   | Бронза                                | Бронза    |
| ------------ | ----------------------------------- | --------- | ------------------------------ | --------- | ------------------------------------- | --------- |
| Суточный бег | Надежда Тарасова Московская область | 181 703 м | Валентина Доргуева Саха−Якутия | 178 187 м | Галина Пономарёва Воронежская область | 169 693 м |

## Чемпионат России по многоборьям
Чемпионы России в многоборьях (мужское десятиборье и женское семиборье) были определены 5—6 июня 2013 года в Чебоксарах. Соревнования прошли на Центральном стадионе «Олимпийский». В мужском десятиборье с личным рекордом и третьим результатом сезона в мире победу одержал выступающий в молодёжной категории 22-летний Илья Шкуренёв — 8354 очка. Его победная сумма стала самой высокой в истории чемпионатов страны по многоборью.

### Мужчины
| Дисциплина  | Золото                                                 | Золото    | Серебро                                  | Серебро    | Бронза                              | Бронза     |
| ----------- | ------------------------------------------------------ | --------- | ---------------------------------------- | ---------- | ----------------------------------- | ---------- |
| Десятиборье | Илья Шкуренёв Краснодарский край Волгоградская область | 8354 очка | Василий Харламов Москва Брянская область | 8098 очков | Артём Лукьяненко Ростовская область | 8085 очков |

### Женщины
| Дисциплина | Золото                                      | Золото     | Серебро                                               | Серебро   | Бронза                                  | Бронза     |
| ---------- | ------------------------------------------- | ---------- | ----------------------------------------------------- | --------- | --------------------------------------- | ---------- |
| Семиборье  | Кристина Савицкая Чувашия Красноярский край | 6210 очков | Александра Бутвина Санкт-Петербург Ростовская область | 5993 очка | Ульяна Александрова Кемеровская область | 5860 очков |

## Чемпионат России по спортивной ходьбе
Чемпионат России по спортивной ходьбе 2013 прошёл 8—9 июня в Чебоксарах. Были разыграны 3 комплекта медалей на олимпийских дистанциях 20 км у мужчин и женщин и 50 км у мужчин. Трасса была проложена по набережной залива реки Волги. Результаты соревнований существенно не повлияли на определение состава команды ходоков на чемпионат мира. Из числа призёров чемпионата лишь Андрей Рузавин попал в окончательную заявку сборной России.

### Мужчины
| Дисциплина      | Золото                            | Золото  | Серебро                            | Серебро     | Бронза                           | Бронза      |
| --------------- | --------------------------------- | ------- | ---------------------------------- | ----------- | -------------------------------- | ----------- |
| Ходьба на 20 км | Андрей Рузавин Мордовия           | 1:19.08 | Пётр Трофимов [q] Москва Чувашия   | 1:23.30 [q] | Кирилл Фролов [q] Москва Чувашия | 1:25.16 [q] |
| Ходьба на 50 км | Юрий Андронов Челябинская область | 3:43.54 | Александр Яргунькин Москва Чувашия | 3:49.47     | Михаил Пузаков Мордовия          | 3:53.49     |

q  В марте 2014 года Международная ассоциация легкоатлетических федераций сообщила о санкциях в отношении занявшего 2-е место (результат — 1:19.36) на чемпионате России Петра Богатырёва в связи с абнормальными показателями гематологического профиля биологического паспорта. Спортсмен был дисквалифицирован на 2 года начиная с 16 октября 2013, все его результаты после 12 июля 2011 года — аннулированы, в том числе и «серебро» чемпионата России по спортивной ходьбе 2013.

7 августа 2017 года Спортивный арбитражный суд в Лозанне дисквалифицировал на 3 года российского ходока Андрея Кривова. На основании данных биологического паспорта был сделан вывод о применении спортсменом допинга. Все его результаты с 20 мая 2011 года по 6 июля 2013 года были аннулированы, в том числе четвёртое место в ходьбе на 20 км на чемпионате России — 2013 с результатом 1:25.04.

### Женщины
| Дисциплина      | Золото                                   | Золото  | Серебро                                           | Серебро     | Бронза                             | Бронза      |
| --------------- | ---------------------------------------- | ------- | ------------------------------------------------- | ----------- | ---------------------------------- | ----------- |
| Ходьба на 20 км | Лина Бикулова Москва Челябинская область | 1:28.42 | Наталья Холодилина [r] Москва Челябинская область | 1:30.32 [r] | Нина Охотникова [r] Москва Чувашия | 1:32.24 [r] |

r  4 августа 2017 года Спортивный арбитражный суд принял решение о дисквалификации на 4 года российской легкоатлетки Светланы Васильевой, выступающей в спортивной ходьбе. На основании показателей биологического паспорта был сделан вывод о применении спортсменкой допинга. Все её результаты с 18 октября 2011 года по 14 июля 2013 года были аннулированы, в том числе второе место на чемпионате России 2013 года в ходьбе на 20 км с результатом 1:29.56.

## Чемпионат России по бегу на 10 000 метров
Победители чемпионата России в беге на 10 000 метров определились в рамках международного турнира «Московский вызов», прошедшего 11 июня 2013 года на БСА «Лужники». В женском забеге Гульшат Фазлитдинова установила новый рекорд России среди молодёжи (до 23 лет) — 32.01,83.

### Мужчины
| Дисциплина | Золото                              | Золото   | Серебро                              | Серебро  | Бронза                              | Бронза   |
| ---------- | ----------------------------------- | -------- | ------------------------------------ | -------- | ----------------------------------- | -------- |
| 10 000 м   | Евгений Рыбаков Кемеровская область | 28.34,59 | Анатолий Рыбаков Кемеровская область | 28.36,88 | Вячеслав Шаламов Краснодарский край | 28.48,00 |

### Женщины
| Дисциплина | Золото                                               | Золото   | Серебро                                    | Серебро  | Бронза                   | Бронза   |
| ---------- | ---------------------------------------------------- | -------- | ------------------------------------------ | -------- | ------------------------ | -------- |
| 10 000 м   | Гульшат Фазлитдинова Московская область Башкортостан | 32.01,83 | Наталья Пучкова Московская область Чувашия | 32.02,67 | Алина Прокопьева Чувашия | 32.02,92 |

## Чемпионат России по полумарафону
Чемпионат России по полумарафону 2013 состоялся 31 августа в городе Уфа. Дистанция протяжённостью 21,0975 км была проложена по территории парка «Кашкадан».

### Мужчины
| Дисциплина  | Золото                | Золото  | Серебро                       | Серебро | Бронза                   | Бронза  |
| ----------- | --------------------- | ------- | ----------------------------- | ------- | ------------------------ | ------- |
| Полумарафон | Сергей Рыбин Мордовия | 1:04.31 | Григорий Андреев Башкортостан | 1:05.01 | Михаил Кульков ХМАО-Югра | 1:05.22 |

### Женщины
| Дисциплина  | Золото                              | Золото  | Серебро                                | Серебро | Бронза                                      | Бронза  |
| ----------- | ----------------------------------- | ------- | -------------------------------------- | ------- | ------------------------------------------- | ------- |
| Полумарафон | Алла Кулятина Новосибирская область | 1:13.16 | Людмила Бикташева Свердловская область | 1:13.39 | Альбина Майорова Чувашия Московская область | 1:14.00 |

## Чемпионат России по эстафетному бегу
Медали чемпионата России в неолимпийских дисциплинах эстафетного бега (шведские эстафеты 400+300+200+100 м и 800+400+200+100 м, 4×800 м, 4×1500 м, 4×110(100) м с барьерами) были разыграны в Адлере 5—8 сентября 2013 года на легкоатлетическом стадионе спортивного комплекса «Юность». Лучший результат турнира был показан в женской эстафете 4×1500 м, где сборная Санкт-Петербурга установила новый рекорд России — 17.22,57.

### Мужчины
| Дисциплина                   | Золото                                                                                       | Золото   | Серебро                                                                                               | Серебро  | Бронза                                                                                      | Бронза   |
| ---------------------------- | -------------------------------------------------------------------------------------------- | -------- | --- | -------- | ------------------------------------------------------------------------------------------- | -------- |
| Эстафета 400+300+200+100 м   | Тюменская область · Роман Семакин · Александр Сигаловский · Денис Кудрявцев · Антон Волобуев | 1.51,87  | Новосибирская область · Артём Хайновский · Никита Андриянов · Николай Березников · Вадим Зеленковский | 1.52,55  | Краснодарский край · Дмитрий Низельский · Кирилл Рыжов · Даниил Несинов · Дмитрий Лопин     | 1.53,57  |
| Эстафета 800+400+200+100 м   | Иркутская область · Василий Садилов · Евгений Панасенко · Артём Копырялов · Игорь Ясенский   | 3.11,65  | Санкт-Петербург · Александр Сторожев · Иван Шаблюев · Вячеслав Шевелёв · Артур Рейсбих                | 3.11,90  | Краснодарский край · Владимир Гузий · Сергей Жилко · Антон Абрамкин · Дмитрий Лопин         | 3.13,91  |
| Эстафета 4×800 м             | Санкт-Петербург · Алексей Харитонов · Артур Бурцев · Александр Сторожев · Тимофей Петров     | 7.27,12  | Башкортостан · Фанзиль Зарипов · Алексей Митюков · Ильгам Ишмухаметов · Данил Стрельников             | 7.27,26  | Новосибирская область · Виталий Лобода · Андрей Алексеев · Владимир Калинин · Антон Кулятин | 7.27,40  |
| Эстафета 4×1500 м            | Башкортостан · Вильдан Гадельшин · Сергей Петров · Ильфар Файзельхаков · Азамат Казбулатов   | 15.27,83 | Курская область · Артём Горяинов · Николай Ляликов · Руслан Малеев · Роман Малеев                     | 15.31,27 | Башкортостан · Иван Теняков · Евгений Сальников · Олег Марусин · Егор Николаев              | 15.32,06 |
| Эстафета 4×110 м с барьерами | Краснодарский край · Дмитрий Кумпан · Михаил Белозор · Денис Ежов · Кирилл Невдах            | 58,96    | Кемеровская область · Алексей Мартынов · Андрей Хайлов · Евгений Власов · Алексей Черкасов            | 59,34    | Московская область · Сергей Пугачёв · Роман Копеин · Дмитрий Виноградов · Евгений Борисов   | 59,79    |

### Женщины
| Дисциплина                   | Золото                                                                                              | Золото    | Серебро                                                                                            | Серебро     | Бронза                                                                                       | Бронза   |
| ---------------------------- | --------------------------------------------------------------------------------------------------- | --------- | -------------------------------------------------------------------------------------------------- | ----------- | -------------------------------------------------------------------------------------------- | -------- |
| Эстафета 400+300+200+100 м   | Иркутская область · Марина Коновалова · Елена Болсун · Елена Дранишникова · Ксения Дементьева       | 2.05,51   | Новосибирская область · Надежда Видеркер · Дарья Смирнова · Тамара Сластникова · Алина Кашина      | 2.10,42     | Ульяновская область Наталья Перякова Анастасия Асланиди Регина Ахметова Евгения Солоненко    | 2.12,40  |
| Эстафета 800+400+200+100 м   | Иркутская область · Анна Коновалова · Марина Коновалова · Елена Болсун · Елена Дранишникова         | 3.34,37   | Новосибирская область · Елена Кобелева · Надежда Видеркер · Анастасия Федяева · Тамара Сластникова | 3.37,77     | Ульяновская область Наталья Перякова Анастасия Асланиди Регина Ахметова Анна Егорова         | 3.43,09  |
| Эстафета 4×800 м             | Московская область · Елена Тумаева · Оксана Дёмина · Александра Павлютенкова · Олеся Муратова       | 8.31,68   | Санкт-Петербург · Полина Донцова · Любовь Семёнова · Дарья Ячменёва · Юлия Чиженко                 | 8.33,75     | Башкортостан · Алёна Шухтуева · Эльмира Самигуллина · Наталья Данилова · Анна Мусина         | 8.36,63  |
| Эстафета 4×1500 м            | Санкт-Петербург · Полина Донцова · Дарья Ячменёва · Галина Евсикова · Юлия Чиженко                  | 17.22,57  | Московская область · Ольга Тарантинова · Александра Павлютенкова · Олеся Муратова · Елена Тумаева  | 17.26,78    | Новосибирская область · Алла Кулятина · Екатерина Рогозина · Софья Каменева · Елена Кобелева | 17.41,74 |
| Эстафета 4×100 м с барьерами | Краснодарский край [s] · Валентина Кибальникова · Юлия Жук · Алина Коротченко · Александра Куракина | 57,82 [s] | Волгоградская область [s] · Вероника Бочковая · Наталья Кабанова · Мадина Джиоева · Юлия Иванова   | 1.05,73 [s] | не вручалась [s]                                                                             |          |

s  1 февраля 2019 года стало известно, что Спортивный арбитражный суд на основании доклада Макларена и показаний Григория Родченкова признал 12 российских легкоатлетов виновными в нарушении антидопинговых правил. Среди них оказалась бегунья на 100 метров с барьерами Екатерина Галицкая. Все её результаты с 15 июля 2012 года по 31 декабря 2014 года были аннулированы, в том числе первое место сборной Санкт-Петербурга (Виктория Гаппова, Ирина Решёткина, Александра Пестрикова, Екатерина Галицкая) на чемпионате России по эстафетам — 2013 в эстафете 4×100 м с барьерами с результатом 57,55.

## Чемпионат России по кроссу (осень)
Осенний чемпионат России по кроссу прошёл в Оренбурге 28—29 сентября 2013 года. Мужчины определили сильнейшего на дистанции 10 км, женщины — 6 км. Соревнования являлись отборочными к чемпионату Европы по кроссу, прошедшему в сербском Белграде.

### Мужчины
| Дисциплина  | Золото                    | Золото | Серебро                      | Серебро | Бронза                | Бронза |
| ----------- | ------------------------- | ------ | ---------------------------- | ------- | --------------------- | ------ |
| Кросс 10 км | Глеб Шариков Башкортостан | 31.02  | Юрий Чечун Самарская область | 31.05   | Сергей Рыбин Мордовия | 31.15  |

### Женщины
| Дисциплина | Золото                                                    | Золото | Серебро                                    | Серебро | Бронза                     | Бронза |
| ---------- | --------------------------------------------------------- | ------ | ------------------------------------------ | ------- | -------------------------- | ------ |
| Кросс 6 км | Екатерина Соколенко Томская область Новосибирская область | 21.14  | Екатерина Скрипникова Астраханская область | 21.32   | Анастасия Захарова Чувашия | 21.35  |

## Чемпионат России по горному бегу (длинная дистанция)
VII чемпионат России по длинному горному бегу состоялся 27 октября 2013 года в Красной Поляне, Краснодарский край. На старт вышли 39 участников (26 мужчин и 13 женщин) из 14 регионов России. Юрий Тарасов защитил звание чемпиона страны, опередив рекордсмена России в беге на 100 километров Василия Ларкина.

### Мужчины
| Дисциплина                           | Золото                             | Золото  | Серебро                           | Серебро | Бронза                            | Бронза  |
| ------------------------------------ | ---------------------------------- | ------- | --------------------------------- | ------- | --------------------------------- | ------- |
| 30 км перепад высот: +1311 м −1311 м | Юрий Тарасов Новосибирская область | 2:01.37 | Василий Ларкин Смоленская область | 2:02.04 | Андрей Сергеев Смоленская область | 2:02.53 |

### Женщины
| Дисциплина                           | Золото                           | Золото  | Серебро                              | Серебро | Бронза                              | Бронза  |
| ------------------------------------ | -------------------------------- | ------- | ------------------------------------ | ------- | ----------------------------------- | ------- |
| 30 км перепад высот: +1311 м −1311 м | Нигина Хаитова Кировская область | 2:22.38 | Гульнара Выговская Самарская область | 2:23.37 | Елена Рухляда Новосибирская область | 2:23.54 |

## Состав сборной России для участия в чемпионате мира
По итогам чемпионата и с учётом выполнения необходимых нормативов, в состав сборной для участия в чемпионате мира по лёгкой атлетике в Москве вошли:
Мужчины
100 м: Александр Бреднев.

200 м: Александр Хютте.

Эстафета 4х100 м: Александр Бреднев, Александр Хютте, Денис Огарков, Константин Петряшов, Роман Смирнов, Максим Половинкин.

400 м: Владимир Краснов — имел освобождение от отбора.

Эстафета 4х400 м: Владимир Краснов, Максим Дылдин, Сергей Петухов, Алексей Кёниг, Артём Важов, Лев Мосин.

800 м: Юрий Борзаковский — позднее снялся из-за болезни.

1500 м: Валентин Смирнов.

5000 м: Ринас Ахмадеев.

10 000 м: Евгений Рыбаков.

Марафон: Алексей Соколов (мл.).

3000 м с препятствиями: Ильгизар Сафиуллин.

110 м с барьерами: Сергей Шубенков, Константин Шабанов.

400 м с барьерами: Тимофей Чалый — отобрался по результатам чемпионата Европы среди юниоров, Денис Кудрявцев.

Прыжок в высоту: Иван Ухов, Александр Шустов, Алексей Дмитрик.

Прыжок с шестом: Сергей Кучеряну, Александр Грипич.

Прыжок в длину: Александр Меньков — имел специальное приглашение ИААФ как победитель общего зачёта Бриллиантовой лиги 2012 года, Сергей Полянский.

Тройной прыжок: Алексей Фёдоров.

Толкание ядра: Максим Сидоров, Александр Лесной, Сослан Цирихов.

Метание диска: Виктор Бутенко.

Метание молота: Сергей Литвинов, Алексей Королёв, Алексей Загорный.

Метание копья: Дмитрий Тарабин, Алексей Товарнов, Валерий Иордан.

Десятиборье: Сергей Свиридов, Илья Шкуренёв, Артём Лукьяненко.

Ходьба 20 км: Александр Иванов, Денис Стрелков, Андрей Рузавин.

Ходьба 50 км: Сергей Кирдяпкин — позднее снялся из-за болезни, Михаил Рыжов, Иван Носков.
Женщины
200 м: Елизавета Савлинис.

Эстафета 4х100 м: Ольга Харитонова, Елена Болсун, Наталья Русакова, Виктория Ярушкина, Елизавета Савлинис, Екатерина Кузина.

400 м: Антонина Кривошапка — имела освобождение от отбора, Ксения Рыжова.

Эстафета 4х400 м: Антонина Кривошапка, Ксения Задорина, Татьяна Фирова, Ксения Рыжова, Анастасия Капачинская, Юлия Гущина.

800 м: Мария Савинова — имела специальное приглашение ИААФ как действующая чемпионка мира, Екатерина Поистогова — имела освобождение от отбора, Елена Котульская, Марина Поспелова.

1500 м: Екатерина Шармина — имела освобождение от отбора, Светлана Подосёнова, Елена Коробкина.

5000 м: Елена Наговицына.

10 000 м: Гульшат Фазлитдинова.

Марафон: Татьяна Арясова, Алевтина Биктемирова, Надежда Леонтьева, Альбина Майорова, Валентина Галимова.

3000 м с препятствиями: Юлия Зарипова — имела специальное приглашение ИААФ как действующая чемпионка мира, позднее снялась из-за травмы, Наталья Аристархова, Наталья Горчакова, Людмила Лебедева.

100 м с барьерами: Юлия Кондакова, Татьяна Дектярёва.

400 м с барьерами: Наталья Антюх — имела освобождение от отбора, Ирина Давыдова, Анастасия Отт.

Прыжок в высоту: Анна Чичерова — имела специальное приглашение ИААФ как действующая чемпионка мира, Светлана Школина, Ирина Гордеева, Елена Слесаренко.

Прыжок с шестом: Елена Исинбаева, Анастасия Савченко, Ангелина Краснова.

Прыжок в длину: Елена Соколова — имела специальное приглашение ИААФ как победительница общего зачёта Бриллиантовой лиги 2012 года, Дарья Клишина — имела освобождение от отбора, Людмила Колчанова, Ольга Кучеренко.

Тройной прыжок: Екатерина Конева — имела освобождение от отбора, Ирина Гуменюк, Анна Пятых.

Толкание ядра: Евгения Колодко, Ирина Тарасова, Анна Авдеева — позднее исключена из команды в связи с положительной допинг-пробой, взятой на сборе перед чемпионатом мира.

Метание диска: Екатерина Строкова, Светлана Сайкина, Вера Ганеева.

Метание молота: Татьяна Лысенко — имела специальное приглашение ИААФ как действующая чемпионка мира, Анна Булгакова, Оксана Кондратьева, Гульфия Ханафеева.

Метание копья: Мария Абакумова, Виктория Сударушкина.

Семиборье: Кристина Савицкая, Александра Бутвина.

Ходьба 20 км: Ольга Каниськина — имела специальное приглашение ИААФ как действующая чемпионка мира, позднее снялась из-за травмы, Елена Лашманова, Анися Кирдяпкина, Вера Соколова.